# Cathédrale de la Très-Sainte-Trinité de Huancayo

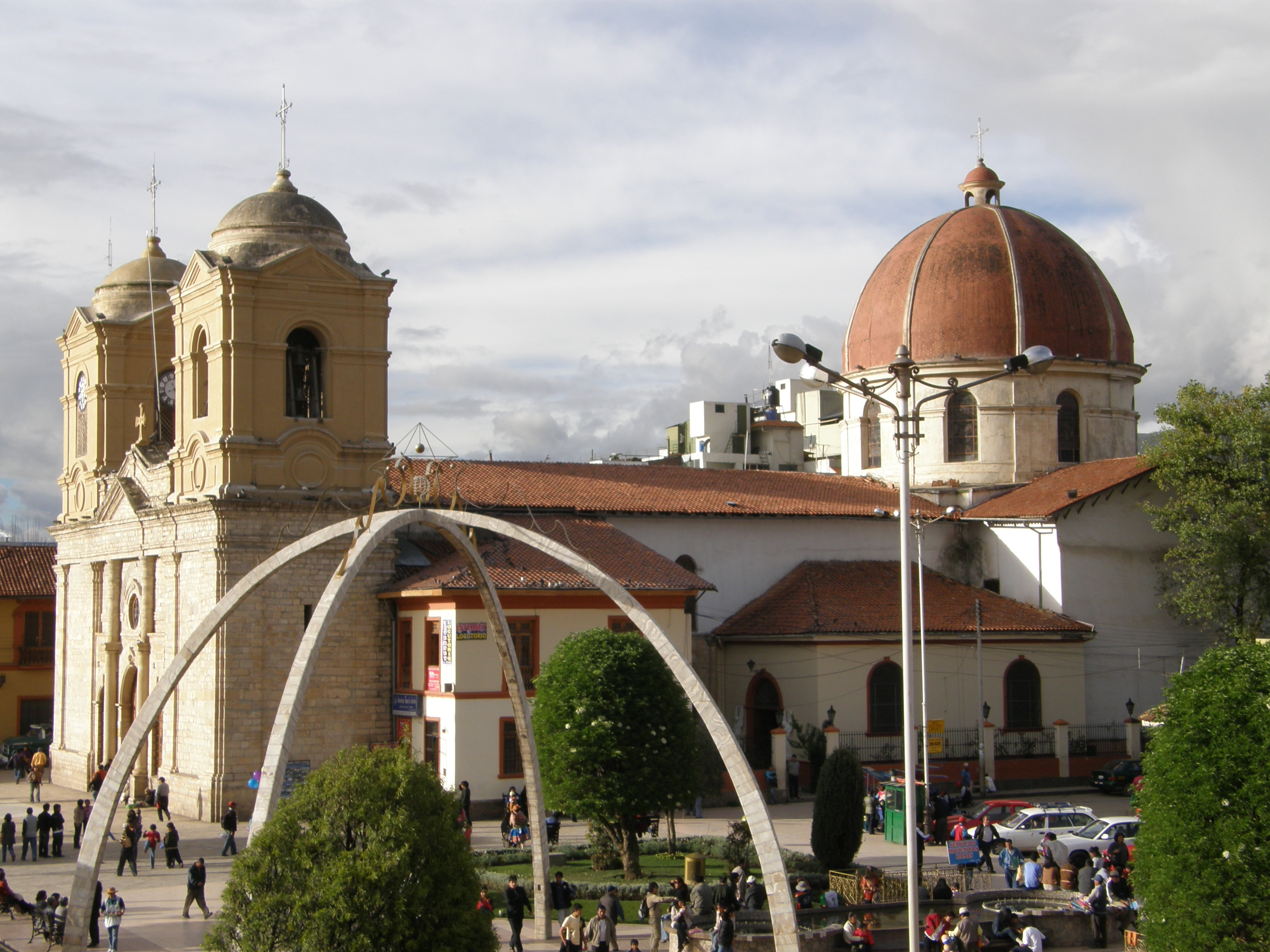
Vue de côté de la cathédrale de Huancayo.

La cathédrale de la Très-Sainte-Trinité (Catedral de la Santísima Trinidad) est l'église-mère et la cathédrale de la ville de Huancayo au Pérou, siège de l'archidiocèse de Huancayo. Elle est dédiée à la Trinité (à qui est vouée également la ville de Huancayo depuis 1572) et se trouve à l'ouest de la place de la Constitution, principale place de la ville. Elle est de style néo-classique et possède des peintures de l'École de Cuzco,. 

## Histoire
L'église-mère de Huancayo a été construite sur un terrain offert par des notables de la ville. La construction a débuté le 18 mars 1799 et s'est terminée le 18 mars 1831. Elle a été élevée au rang de cathédrale par une bulle du pape Pie XII en 1955.

## Description

### Intérieur
Les fidèles vénèrent sur les autels mineurs Notre-Dame du Carmel, l'Immaculée Conception, Notre-Dame du Perpétuel Secours, la Très Sainte Trinité (patronne de Huancayo), Notre-Dame de Guadalupe, saint Joseph avec l'Enfant Jésus, et le Bon Juge. Dans la nef latérale de droite, on remarque le Seigneur des Miracles qui était autrefois transporté en procession dans les rues de la ville, avant d'être remplacé par une autre image qui se trouve aujourd'hui au sanctuaire du Seigneur des Miracles de la ville de Huancayo. Celle de la cathédrale est flanquée des figures de sainte Rose de Lima, saint Martin de Porrès et saint Pierre. Dans la nef latérale de gauche, les fidèles prient devant le Seigneur de Huanca, image peinte du Christ flagellé, vénérée particulièrement dans la ville de Cuzco. on remarque aussi des figures de saint Michel-Archange, de saint Antoine de Padoue et une urne avec des restes du martyr saint Félix. Sur le maître-autel, se tient une représentation du Christ crucifié sculpté en bois de facture remarquable. 
Les vitraux de la coupole montrent la Sainte Trinité et la Vierge Marie. La coupole a été restaurée en 2017. En plus des statues vénérées par les fidèles spécialement pendant la Semaine Sainte comme la Vierge des Douleurs, Jésus de la Passion, la Vierge de l'Allégresse, le Seigneur de la Résurrection (surnommé le petit Pascal huanca), Jésus à la colonne, le Seigneur du chapitre (rescapé d'un incendie pendant la Guerre du Pacifique (1879-1884) et nommé patron de la municipalité provinciale de Huancayo) qui est placé dans la sacristie. 

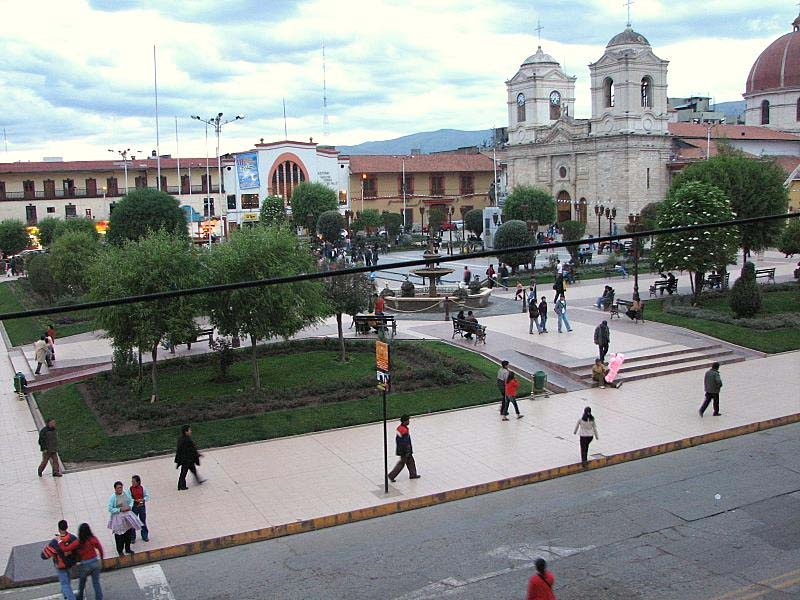
Place de la Constitution avec la cathédrale à droite.

À côté du portail latéral, on descend à la crypte du Saint-Sépulcre.

### Crypte du Saint-Sépulcre
La crypte a été construite à l'emplacement d'un ancien oratoire consacré au Seigneur des Miracles et s'inspire de celle du Saint-Sépulcre de la Terre Sainte. Sa première pierre a été bénie le 9 avril 1982. C'est un lieu de recueillement connu dans toute l'Amérique latine. Pendant la Semaine Sainte, on organise la fête des fleurs andines, le concours des Alfombras sur la place de la Constitution et la procession traditionnelle du Vendredi Saint qui attirent des foules immenses.

### Chapelle de la Vierge des Douleurs
On vénère dans cette chapelle trois représentations qui participent aux processions de la Semaine Sainte ; ce sont la Vierge des Douleurs qui se trouve sur le retable principal, Jésus de la Passion (à gauche) et la Vierge de l'Allégresse (à droite). 